# Fortune et infortune de la femme mariée
Fortune et infortune de la femme mariée est la thèse d’État de François de Singly, rédigée sous la direction d'Alain Girard. Elle est publiée en 1987. Se basant sur les chiffres de l'Insee, elle analyse les effets du mariage sous l'angle des intérêts des deux conjoints, et les resitue en fonction des attentes de chacun, enfants compris. Sont ainsi analysés les effets du mariage sur la carrière professionnelle des femmes et des hommes, mais aussi les avantages et inconvénients de la nature des couples formés et des rôles conjugaux adoptés, en termes de satisfaction et de capital social, relationnel, scolaire, économique dont chacun des deux dispose.

## Résumé
Cet ouvrage de sociologie de la famille montre les effets de la mise en couple et du mariage sur la vie professionnelle des femmes. Cet ouvrage dénonce l'idée reçue selon laquelle les femmes des classes moyennes ou supérieures occuperaient un emploi tourné vers l'épanouissement personnel et les femmes des classes populaires un emploi davantage contraint. En effet, un classement est établi à propos du rendement du diplôme selon le statut marital de l'homme et de la femme. Singly montre que le prix de la vie conjugale est plus élevé pour les femmes que pour les hommes car une femme, à niveau de diplôme égal à celui d'un homme, s'investira moins dans sa carrière professionnelle dès lors qu'elle est en couple et se consacrera davantage à sa famille.

Les hommes mariés obtiennent d'après cet ouvrage, un meilleur "rendement sur le marché du travail" de leur diplome que les autres catégories : les hommes mariés plus que les hommes célibataires ; les femmes célibataires plus que les femmes mariées ; les hommes mariés plus que les femmes mariées et les hommes célibataires plus que les femmes célibataires,.
En effet, cela s'explique par l'investissement massif de la femme dans la sphère familiale, qui nuit à sa carrière professionnelle après le mariage, mais favorise, au contraire, la carrière professionnelle du mari. De Singly nuance le propos en expliquant que le choix de se marier et d'abandonner ou de voir se dévaloriser sa carrière professionnelle peut correspondre à une stratégie visant à bénéficier en contre-partie de la situation sociale du mari, voire à faciliter grâce à des activités dans la sphère domestique et relationnelle l'ascension sociale du mari avec l'espoir d'en retirer des retombées.

## Concepts et apports méthodologiques et théoriques
Singly analyse les effets de la « dot scolaire » sur la mise en couple des femmes, et le rapport entre famille et travail.

### Méthodologie
Les femmes sur lesquelles portent l'enquête sont des femmes qui se sont mariées dans les années 1950 jusqu'au début des années 1980.
De Singly innove dans son approche méthodologique par rapport à ses contemporains, en construisant des tableaux à trois entrées, pour évaluer les transferts entre conjoints, et comparer les « rendements » de telle ou telle composante, par exemple les chances de devenir cadre en fonction de son diplôme et de son état matrimonial. 
Empruntant à Pierre Bourdieu la notion déjà définie de capital, il synthétise des ensembles de données chiffrées et des attributs individuels en utilisant les notions de capital social, relationnel, esthétique ou scolaire. Son ouvrage part de l'hypothèse de base que « le mariage est le lieu d'une transformation des conditions de rentabilisation des divers capitaux apportés par les conjoints, productrice de plus de richesse pour la famille que ne le ferait la somme des valorisations individuelles des ressources de ses membres » : le livre s'intéresse donc plus aux transformations des attributs sociaux engendrées par le mariage qu'aux caractéristiques du mariage résultant de ces attributs sociaux, comme il est habituellement coutume de le faire.